# U.N. Squadron
U.N. Squadron (ook wel Area 88) is een computerspel ontwikkeld en uitgegeven door Capcom. Het werd uitgebracht in 1989 als arcadespel. Een jaar later kwam het spel beschikbaar voor verschillende homecomputers.
Het spel is een side-scrolling-schietspel, vergelijkbaar met Gradius, R-Type en Scramble. De speler kan kiezen tussen drie piloten, te weten Shin Kazama, Micky Schymon en Greg Gates. Het spel begint met een simpel vliegtuig, de F8E Crusader. Na verschillende missies kan met het gewonnen geld een beter vliegtuig worden gekocht. Het perspectief van het spel wordt getoond in de derde persoon.

## Piloten
- Shin Kazama: F-20 Tigershark;
- Mickey Simon: F-14 Tomcat;
- Greg Gates: A-10 Thunderbolt;

## Platforms
| Jaar | Platform                                                |
| ---- | ------------------------------------------------------- |
| 1989 | Arcade                                                  |
| 1990 | Amiga, Amstrad CPC, Atari ST, Commodore 64, ZX Spectrum |
| 1991 | SNES                                                    |

## Ontvangst
| Beoordeeld door                     | Platform | Datum             | Score |
| ----------------------------------- | -------- | ----------------- | ----- |
| Entertainment Weekly                | SNES     | 27 september 1991 | 100%  |
| Computer and Video Games (CVG)      | SNES     | oktober 1991      | 94%   |
| Nintendo Life                       | SNES     | 14 mei 2010       | 90%   |
| Digital Press - Classic Video Games | SNES     | 8 mei 2007        | 90%   |
| 1UP!                                | SNES     | 6 december 2003   | 89%   |
| The Video Game Critic               | SNES     | 7 december 2005   | 75%   |
| Total! (Duitsland)                  | SNES     | februari 1995     | 65%   |
| ST Format                           | Atari ST | december 1990     | 46%   |
| Amiga Joker                         | Amiga    | november 1990     | 42%   |
| Power Play                          | Atari ST | januari 1991      | 39%   |